# (84522) 2002 TC302
(84522) 2002 TC302 は、将来的に準惑星（冥王星型天体）に分類される可能性がある太陽系外縁天体の一つ。2002年10月9日にアメリカ航空宇宙局 (NASA) の地球近傍小惑星追跡プログラム (NEAT) のマイケル・ブラウンらのチームにより、パロマー天文台で発見された。海王星と2002 TC302とは2:5で軌道共鳴をしている。

## 物理的特性
(84522) 2002 TC302は絶対等級が3.9という値を持つ。直径は584.1+105.6
−88.0kmと推定されている。スピッツァー宇宙望遠鏡の観測によると(84522) 2002 TC302は以前は直径が1145.4+337.4
−325.0kmあり、準惑星であったのではないかと推定されている。これは高く見積もりすぎており、背景の明るい星がたまたま近くにあったため、スカイ引きを行うに十分ではなかったからである。ブラウンはスピッツァーの測定について大きな誤差があると考え、準惑星であるかについてはnear certainly(ほぼ確実)よりかはlikely(ありそうだ)であると考えている。赤いスペクトルを示すため(84522) 2002 TC302の表面には氷がほぼない。

太陽系外縁天体との比較。

(84522) 2002 TC302の自転速度は5.41時間で、光度曲線の振幅は0.04 ± 0.01等級である。

## 軌道
(84522) 2002 TC302は次に2058年に近日点に来る。近日点の位置は太陽から39.1AUの位置であり、冥王星の軌道長半径にほぼ等しい。その軌道から散乱円盤天体に分類される。
非常に長い軌道をとるため、(84522) 2002 TC302は10月終わりに太陽と衝の位置にあり、視等級は20.5になる。

### 軌道共鳴
小惑星センターとDeep Ecliptic Survey(英語版)(DES)は海王星と2:5で軌道共鳴をしていることを示している。共鳴により海王星が5回公転するごとに2回公転する。
| 静止画像 海王星を固定した時の(84522) 2002 TC302の動き。海王星は7時の方向にある青い点である。 | 動画 海王星を固定した時の(84522) 2002 TC302(赤)と冥王星(灰色)の動き。海王星は4時の方向にある白い点である。 |